# Mu isamaa, mu õnn ja rõõm
Mu isamaa, mu õnn ja rõõm, és l'himne nacional d'Estònia. La melodia és la mateixa que la de Maamme, l'himne nacional oficiós de Finlàndia, de 1843. La lletra de la versió estoniana va ser escrita pel poeta Johann Voldemar Jannsen en 1869, ràpidament es va convertir en un símbol del despertar nacional estonià, i quan els dos països es van independitzar de l'Imperi Rus cada un va prendre la seva versió com a himne nacional, que fou prohibit durant la República Socialista Soviètica d'Estònia.